# Пионер (Волгоградская область)
Пионер — посёлок в Николаевском районе Волгоградской области России. Входит в состав Левчуновского сельского поселения. Население 290 чел. (2010), из них 31 % (2002) — казахи.

## История
В соответствии с Законом Волгоградской области от 14 февраля 2005 года № 1005-ОД посёлок вошёл в состав образованного Левчуновского сельского поселения.

## География
Расположен на северо-востоке региона, по левобережью Волгоградского водохранилища, в пределах степной зоны Низкого Заволжья.
Уличная сеть
состоит из 14 географических объектов трёх типов:
- Переулки: Дарьин пер., Осенний пер., Сенной пер.
- Проезд: Почтовый проезд
- Улицы: ул. Абрикосовая, ул. Волгоградская, ул. Луговая, ул. Малышева, ул. Первомайская, ул. Песчаная, ул. Пионерская, ул. Садовая, ул. Школьная, ул. Шоссейная.

## Население
| 2010 |
| ---- |
| 290  |

Гендерный состав
По данным Всероссийской переписи населения 2010 года в гендерной структуре населения из 290 жителей мужчин и женщин —  по 145 (50 % каждая когорта).
Национальный состав
Согласно результатам переписи 2002 года, в национальной структуре населения
русские составляли 55 %, казахи	31 %  из общей численности населения в 447 чел..

## Инфраструктура
Развитое сельское хозяйство. Личное подсобное хозяйство.

## Транспорт
Подъезд от автомобильной дороги «Иловатка (км 10) — Старая Полтавка — Гмелинка — Палласовка — Николаевск»
к п. Пионер (идентификационный номер 18 ОП РЗ 18К-9-13). Введен к 2016 году. Остановки «Пионер», "Поворот на Пионер", маршрутка «Николаевск — Новый Быт».
Просёлочные дороги.